# ザファルッラー・カーン・ジャマーリー
ザファルッラー・カーン・ジャマーリー（ウルドゥー語: ظفر اللہ خان جمالی 英語表記 : Zafarullah Khan Jamali, 1944年1月1日 - 2020年12月2日）は、パキスタンの政治家。報道ではジャマーリーを縮めてジャマリと表記されるのが一般的である。
パンジャーブ大学で修士号。国会議員、地方自治相、バローチスターン州首相、パキスタン首相（19代）などを歴任。所属政党はパキスタン・ムスリム連盟・カーイデ・アーザム派。2020年12月2日にラーワルピンディーにて76歳で死去。数日前に心臓発作を起こしていた。